# Hospice
A hospice a súlyos betegségük végstádiumában levő, elsősorban daganatos betegek humánus, összetett ellátását jelenti multidiszciplináris csoport segítségével. Az ellátás célja a betegek életminőségének javítása: testi és lelki szenvedéseik enyhítése, fizikai és szellemi aktivitásuk támogatása, valamint a hozzátartozók segítése a betegség és a gyász terheinek viselésében.	Az ellátásban orvosok, ápolók, gyógytornászok, pszichológusok/mentálhigiénés szakemberek, szociális munkások, lelkészek, dietetikusok és képzett önkéntes segítők vesznek részt. A munkacsoport tagjai így komplex (testi, lelki, szociális, és spirituális) támaszt tudnak nyújtani.
A hospice ellátás történhet fekvőbeteg intézményekben (szervezetileg önálló hospice otthonban vagy egy kórház részét képező palliatív osztályon, esetleg kiképzett mobil csoport segítségével, általános osztályokon), ambuláns formában (ún. nappali kórházban), vagy a beteg otthonában (házi szakellátás formájában).
A hospice keretén belül a palliatív ellátás (terminális palliatív medicina) a terminális állapotú betegek fájdalmának és egyéb tüneteinek enyhítésére irányuló támogató kezelések összessége, amely magában foglalja a hospice szellemiségét és a magas színvonalú orvosi szakértelmet az egészségügyi rendszeren belül.
2002-ben a WHO így definiálta a palliatív ellátást: „A palliatív ellátás olyan megközelítés, amely az életet megrövidítő betegség kísérő problémáitól szenvedő páciens és családja életminőségét javítja azáltal, hogy megelőzi és csillapítja a szenvedést a fájdalom, a fizikai, pszichoszociális és spirituális problémák meghatározásával, kifogástalan értékelésével és kezelésével.
A palliatív gondozás:
- csillapítja a fájdalmat és az egyéb kínzó tüneteket;
- az életet és a halált normális folyamatnak tartja;
- nem tesz semmit a halál megrövidítése és meghosszabbítása érdekében;
- integrálja a betegellátásba a pszichológiai és spirituális tényezőket;
- támogató rendszert kínál, hogy a beteg a lehető legaktívabban élhessen a haláláig;
- támogató rendszert kínál a család számára a betegség ideje alatt és a gyász időszakában;
- team-munkát alkalmaz, amely a beteg és családja szükségleteire irányul, beleértve a gyász-tanácsadást, ha az javasolt;
- kiemeli az életminőséget, és ugyanakkor pozitívan viszonyul a betegség folyamatához;
- alkalmazható a betegség korai stádiumában, az életet meghosszabbító terápiákkal – mint a kemoterápia és radioterápia – együtt, és magában foglalja azokat a szükséges vizsgálatokat is, amelyek szükségesek a kínzó klinikai komplikációk jobb megértéséhez és kezeléséhez."

A hospice és palliatív ellátás a terminális időszakra vonatkozik, mely néhány hónaptól akár csak napokra terjed és az agonális időszakkal fejeződik be. A betegek akkor kerülhetnek hospice gondozásba, amikor már kuratív kezelésben nem részesülhetnek.
A világ 100 országában több mint 8000 hospice működik. Magyarországon a Nemzeti Egészségbiztosítási Adatkezelő és a Magyar Hospice-Palliatív Egyesület adatai alapján 2018-ban 91 betegellátó intézmény és otthoni szolgálat végzett hospice tevékenységet az alábbi szervezeti megoszlásban: – 20 fekvőbeteg-ellátó intézmény (osztály) (319 ágy) – 64 otthoni ellátást végző csoport (85 telephely) – 3 hospice mobil team (kórházi támogató csoport) – 4 palliatív járóbeteg ellátás
A hospice ellátók összesített listáját lásd: https://hospice.hu/hospice-ok. A területileg illetékes intézményt vagy otthoni szolgálatot a https://hospice.hu/ellatas-kereso segítségével lehet megtalálni.